# The Art of Dying
The Art of Dying  es un álbum de la banda de thrash metal, Death Angel lanzado en 2004. Fue el primer álbum de la banda con material original desde el álbum de 1990 llamado Act III. El álbum alcanzó el puesto # 50 en el Billboard Independent Albums de 2004.

## Lista de canciones
1. Thrown to the Wolves (Cavenstany) - 6:55
2. 5 Steps of Freedom (Cavenstany, Galeon, Pepa) - 4:47
3. Thicker Than Blood  (Cavenstany, Osegueda) - 3:44
4. The Devil Incarnate (Cavenstany, Pepa) - 6:07
5. Famine (Cavenstany, Galeon, Pepa) - 4:31
6. Prophecy (Cavenstany, Galeon) - 5:11
7. No (Cavenstany, Osegueda) - 3:25
8. Spirit (Galeon) - 6:24
9. Land of Blood (Cavenstany, Galeon, Pepa) - 3:39
10. Never Me (Cavenstany, Osegueda) - 5:17
11. Word to the Wise (Cavenstany) - 4:56

## Créditos
- Mark Osegueda - Voces
- Rob Cavestany - Guitarra
- Ted Aguilar - Guitarra
- Dennis Pepa - Bajo
- Andy Galeon - Batería